# Damian Kuczyński
Damian Lukasz Kuczyński (18 de agosto de 1986) es un deportista polaco que compitió en halterofilia. Ganó una medalla de bronce en el Campeonato Europeo de Halterofilia de 2013, en la categoría de 77 kg.

## Palmarés internacional
| Campeonato Europeo | Campeonato Europeo | Campeonato Europeo | Campeonato Europeo |
| Año                | Lugar              | Medalla            | Categoría          |
| ------------------ | ------------------ | ------------------ | ------------------ |
| 2013               | Tirana (Albania)   | Medalla de bronce  | 77 kg              |